# La Roche-Maurice
La Roche-Maurice (tiếng Breton: Ar Roc'h-Morvan) là một xã của tỉnh Finistère, thuộc vùng Bretagne, miền tây bắc Pháp.

## Dân số
Người dân ở La Roche-Maurice được gọi là Rochois.